# Niclas Pieczkowski
Niclas Pieczkowski (* 28. Dezember 1989 in Hagen-Hohenlimburg) ist ein deutscher Handballspieler, der im Rückraum spielt.

## Karriere

### Verein
Pieczkowski begann seine Handballkarriere im Alter von fünf Jahren beim Letmather TV, bei dem er bis 2005 den Jugendbereich durchlief. Nach einem Jahr beim HTV Sundwig/Westig, wechselte er 2006 in die A-Jugend des VfL Eintracht Hagen und erhielt schnell auch Einsatzzeiten in den Seniorenmannschaften des VfL. Von 2008 bis 2010 war er fester Bestandteil im Regionalliga-Team.
Zur Saison 2010/11 verließ Pieczkowski die Eintracht und unterschrieb beim Zweitligisten TUSEM Essen. Mit dem TUSEM stieg er 2012 in die Bundesliga auf. Zur Saison 2013/14 verließ er Essen und schloss sich dem Bundesligisten TuS N-Lübbecke an. Seit der Saison 2016/17 steht Pieczkowski bei der SC DHfK Leipzig unter Vertrag. Er unterzeichnete einen Vertrag bis 2018 und verlängerte ihn vorzeitig bis 2020. Im Juni 2020 unterschrieb er einen Einjahresvertrag beim SC DHfK Leipzig. Zur Saison 2021/22 schloss er sich GWD Minden an. Im Sommer 2023 kehrte er zum VfL Eintracht Hagen zurück.

### Nationalmannschaft
Im April 2015 wurde Pieczkowski durch Bundestrainer Dagur Sigurðsson für das Länderspiel gegen die Schweiz und das kurz darauf folgende Doppel gegen Spanien in den Kader der Nationalmannschaft berufen. Im Januar 2016 gewann Pieczkowski als Spieler der TuS N-Lübbecke mit der Nationalmannschaft die EM in Polen. Zur Handball-EM 2018 wurde er von Bundestrainer Christian Prokop in den 20-Kader berufen. Den Lehrgangsauftakt musste er aber wegen einer Verletzung der Schulter absagen. Für ihn nominierte der Bundestrainer seinen Mannschaftskameraden Maximilian Janke nach. Er absolvierte bisher 41 Spiele, in denen er 46 Tore erzielte.

## Bundesligabilanz
| Saison        | Verein          | Spielklasse   | Spiele | Tore |
| ------------- | --------------- | ------------- | ------ | ---- |
| 2011/12       | TUSEM Essen     | 2. HBL        | 38     | 96   |
| 2012/13       | TUSEM Essen     | HBL           | 33     | 97   |
| 2013/14       | TUSEM Essen     | 2. HBL        | 32     | 130  |
| 2014/15       | TuS N-Lübbecke  | HBL           | 33     | 94   |
| 2015/16       | TuS N-Lübbecke  | HBL           | 32     | 115  |
| 2016/17       | SC DHfK Leipzig | HBL           | 30     | 105  |
| 2017/18       | SC DHfK Leipzig | HBL           | 31     | 97   |
| 2018/19       | SC DHfK Leipzig | HBL           | 31     | 56   |
| 2019/20       | SC DHfK Leipzig | HBL           | 4      | 1    |
| 2020/21       | SC DHfK Leipzig | HBL           | 23     | 40   |
| 2021/22       | GWD Minden      | HBL           | 31     | 85   |
| 2022/23       | GWD Minden      | HBL           | 27     | 70   |
| Gesamt HBL    | Gesamt HBL      | Gesamt HBL    | 275    | 760  |
| Gesamt 2. HBL | Gesamt 2. HBL   | Gesamt 2. HBL | 70     | 226  |

Quelle: Spielerprofil auf der Website der Handball-Bundesliga